# Чайтанья-бхагавата
«Чайтанья-бхагавата» — агиографический текст на бенгали, описывающий жизнь основоположника традиции гаудия-вайшнавизма Чайтаньи (1486—1534). «Чайтанья-бхагавата» была написана в 1540-е годы Вриндаваной Дасой (1507—1589). Это была первая объёмная биография Чайтаньи на бенгальском языке. В ней описываются ранние годы жизни Чайтаньи и его роль в основании гаудия-вайшнавизма. В тексте также детально излагается богословская позиция кришнаитов в отношении Чайтаньи как совместной аватары Кришны и его женской ипостаси Радхи.
Вриндавана Даса написал «Чайтанья-бхагавату» по просьбе своего гуру Нитьянанды, который был близким спутником Чайтаньи. Изначально, «Чайтанья-бхагавата» называлась «Чайтанья-мангала». Однако, после того, как поэт Лочана Даса написал биографию Чайтаньи под тем же названием, лидеры кришнаитской общины во Вриндаване решили переименовать книгу Вриндаваны Дасы в «Чайтанья-бхагавату».
«Чайтанья-бхагавата» разделена на три части: Ади-канда, Мадхья-канда и Антья-канда.